# Luise Keller
Luise Keller (* 8. März 1984 in Jena) ist eine ehemalige deutsche Radrennfahrerin.
Keller versuchte sich zunächst als Triathletin, entschied sich dann jedoch für den Radsport. Ihre Karriere begann sie zur Saison 2003 in der U23-Mannschaft des RSC Cottbus, bevor sie in der Saison 2004 zum deutschen Team Red Bull-Stadtwerke Frankfurt/Oder wechselte. Im Sommer 2005 wechselte sie zum niederländischen Team Flexpoint, wo sie Teamkollegin der schwedischen Doppelweltmeisterin Susanne Ljungskog und der Niederländerin Mirjam Melchers wurde.  In der Saison 2008 wechselte Luise Keller zum Team Columbia.
An ihrer ersten Straßen-Weltmeisterschaft nahm sie 2005 in Madrid teil. In der Saison 2007 konnte sie mit dem Gewinn der Deutschen Straßen-Radmeisterschaft in Wiesbaden ihren ersten großen Sieg erringen. Im Jahr darauf verteidigte sie den Titel erfolgreich. Ihren größten internationalen Erfolg gelang ihr 2007 mit dem Gesamtwertungssieg der  Route de France Féminine.
Neben ihrer Radsportkarriere studierte sie seit 2005 Landnutzung und Wasserbewirtschaftung an der Brandenburgischen Technischen Universität in Cottbus. Davor besuchte sie, ebenfalls in Cottbus, die Lausitzer Sportschule.

## Erfolge
2007
- Deutsche Meisterin – Straßenrennen

2008
- Deutsche Meisterin – Straßenrennen
- Gesamtwertung Route de France Féminine

2010
- Deutsche Bergmeisterschaft